# 顺发恒业
顺发恒业股份公司 （深交所：000631）是中国深圳证券交易所的一家上市公司，主营业务范围为房地产开发与经营业。
2011年，该公司主营业务收入为2156838081.76元，公司净利润为522373150.00元，公司总资产为10654303152.61元。